# Robertson (cráter)

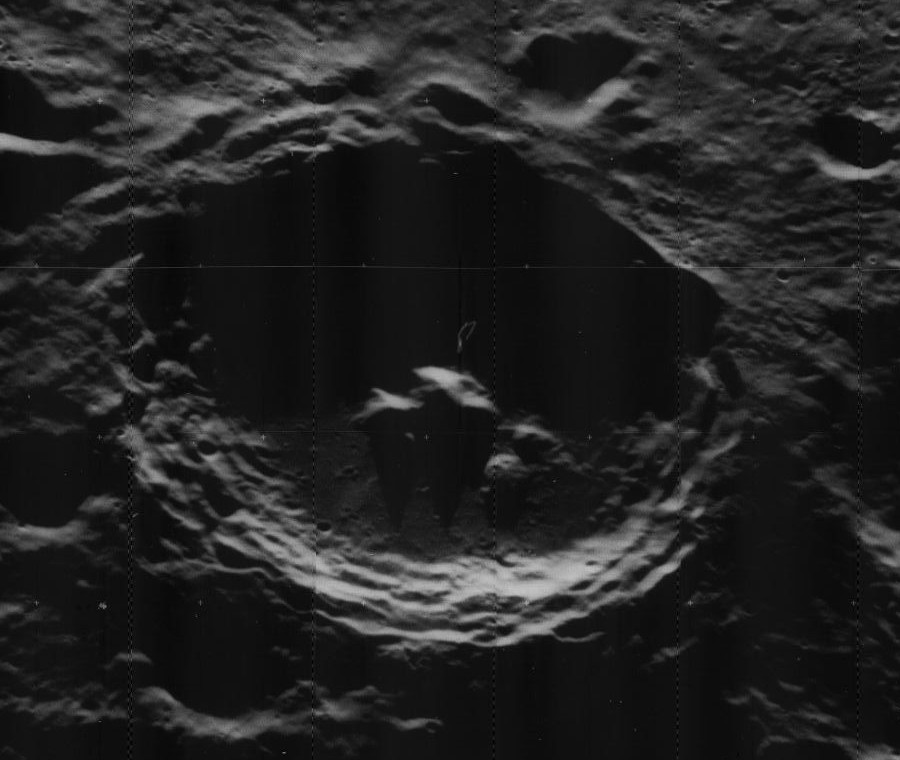
Imagen oblicua de la misión Lunar Orbiter 5, mirando al oeste

Robertson es un prominente cráter de impacto perteneciente a la cara oculta de la Luna, situado justo más allá del limbo occidental del satélite. Se encuentra justo al sur de Berkner, una formación con un tamaño comparable pero más erosionado. Justo al este se halla Helberg, y al suroeste aparece Alter.
|  |

La pared interior del borde del cráter tiene una formación amplia y compleja con múltiples terrazas. El borde es aproximadamente circular, pero con un contorno irregular en las zonas donde se han desprendido varias terrazas. El interior tiene un pico central en el punto medio, unido a un tramo escarpado de terreno que conecta con el sector noreste del borde. Una banda del sistema de marcas radiales del cráter Ohm recubre la mitad sur del suelo y el borde del cráter con un color más claro.